# Кристоф Шнайдер
Кристоф „Дуум“ Шнайдер (на немски: Christoph Schneider) е немски музикант, барабанист на Rammstein.

## Биография
Роден е на 11 май 1966 г. в Берлин, Източна Германия. Баща му също е бил музикант. Шнайдер е най-голямото от седем деца. Той има един брат и пет сестри. Една от сестрите му, Констанс, била дизайнер за групата за няколко години. През 1980 когато е на 14, неговият брат му подарява барабан, който сам е бил направил от алуминиеви кутии.
На 16-годишна възраст напуска колежа и започва работа като телекомуникационен асистент. Той казва „Най-накрая, след като спестявах дълго време, имах достатъчно пари да си купя комплект барабани. Тези барабани не бяха много добри в сравнение със сегашните, но това нямаше значение. Не бяха качествени барабани и се чупеха постоянно. Но за щастие имах приятел, който беше оксиженист и той ми ги оправяше.“. През 1984 г. когато е на 18 г., влиза в Източногерманската армия. Той е единствения член на групата, който е служил в армията.
През 1985 – 1986 г. напуска работата си, за да се опита да влезе в университет и да учи музика. Не е приет дори и след втория си опит. Баща му не одобрявал това да се учи на барабани, искал синът му да учи тромпет. В това време Кристоф се опитва да влезе в много групи. На 24 години той е в групата Die Firma и сменя още няколко групи. През 1994 заедно с Тил Линдеман, Рихард З. Круспе-Бернщайн, Оливър „Оли“ Ридел успяват да се класират и да спечелят музикалния конкурс Berlin Senate Metro, с който получават правото на професионален запис от 4 демо парчета.
Кристоф формира Feeling B, където свири с останалите двама сегашни членове на Рамщайн, Паул Ландерс и Кристиан Лоренц.

## Лични характеристики
- Предпочита да го наричат „Шнайдер“ или Doom.
- Участвал е в бандите: Keine Ahnung, Frechheit, Die Firma, Feeling B (1990 – 1993) преди да стане барабанист на Рамщайн.
- Харесва хевиметъл музика.

## Цитати от Кристоф Шнайдер

### За музикалните влияния
Шнайдер казва, че е най-силно повлиян от Фил Руд от AC/DC; „Той е много добър барабанист“ – казва Кристоф – "Той ми е модел за подражание още от началото. Но това беше много отдавна. Бях повлиян от „хеви“ техно групи и също от дарк групи. Аз съм много голям фен на Pantera и техния албум „Vulgar Display of Power“. Като звука от колата ми е! (смее се). Вини Поул се представя много добре в този албум. Чад Смит (Red Hot Chili Peppers) също е много добър барабанист. Харесвам и Джон Ото от Limp Bizkit и ние станахме приятели на едно турне през 1998 в САЩ".

### На турне с Kiss
Въпрос: Какво мислиш за турнето с Kiss? Как ще сравниш твоята група с Kiss?
Кристоф: Това е важен момент в нашите кариери! Те ни взеха със себе си на турнето си в Южна Америка. Имахме концерти в Бразилия, Аржентина и Мексико. Това беше фантастично. Да бъдеш толкова близо до голяма, известна група. За мен те са звездите в рока. Те са големи и маскирани. Имаме снимки заедно. Можехме да правим всичките шоута като пироманиаци и те не ни казваха нищо. Те са über (супер).

## Оборудване
Барабани
- Tama Starclassic Performer EFX
- 18x22 Bass Drum (x2)
- 10x8 Tom
- 12x9 Tom
- 16x14 Floor Tom
- 18x16 Floor Tom
- 14x5.5 Snare
- 10x5 or 10x4 Snare
- Cymbals

Meinl
- 14" Soundcaster Custom Medium Hi-hat
- 18" Byzance China
- 16" Byzance Medium Thin Crash
- 18" Soundcaster Custom Medium Crash
- 16" Byzance Medium Crash
- 18" Soundcaster Custom Powerful Crash
- 22" Soundcaster Custom Mega Bell Ride
- 14" Soundcaster Custom Powerful Hi-hat
- 17" Mb10 China

## Външни препртаки
- ABC-рецензия за албумите
- интервюта с Рамщайн Архив на оригинала от 2006-11-14 в Wayback Machine.